# برنار هنري ليفي
برنار هنري ليفي (بالفرنسية: Bernard-Henri Lévy) (وُلد في 5 نوفمبر سنة 1948م -) هو كاتب ومفكر وفيلسوف فرنسي يهودي. وكان من أهم قادة حركة الفلسفة الجديدة سنة 1976م. يكتب بانتظام للمجلة الأسبوعية لو بوان، وهو أحد مديري دار النشر إصدارات غراسي ويحرر مجلة قواعد اللعبة التي تصدر كل أربعة أشهر. وهو أيضًا أحد المساهمين في صحيفة ليبراسيون اليومية. لطالما اعتبرت آرائه ونشاطه السياسي ومنشوراته موضوعًا للعديد من الخلافات، عُرف بانحيازه لإسرائيل ويرى فيها جبهة ضد إيران وتركيا وروسيا والصين والإسلاموية بجميع أشكالها العنيفة ضد الديمقراطيات على خلفية حرب الإسرائيلية على غزة، واصفاً ما حدث في 7 أكتوبر بمذبحة لليهود لم يسبق لها مثيل منذ المحرقة، فيما يرى أن أعمال إسرائيل لها دائماً مبرر مشروع وراءها فسياسة الفصل العنصري وتجويع المدنيين، وإبادة جماعية ما هي إلا شيطنة لإسرائيل وأن مسؤوليتها عن الوفيات المدنيين تعتبر عرضية. يمكن اعتبار برنار هنري ليفي صهيوني تقدمي فهي يدعم حل الدولتين لإسرائيل وفلسطين كحل مستدام وللصراع.

## منشأه
ولد ليفي لعائلة سفاردية يهودية ثرية في الجزائر في 5 نوفمبر 1948م في مدينة بني صاف الجزائرية إبان الاحتلال الفرنسي للجزائر، وقد انتقلت عائلته لباريس بعد أشهر من ميلاده. وقد درس الفلسفة في جامعة فرنسية راقية وعلمها فيما بعد، واشتهر كأحد «الفلاسفة الجدد»، وهم جماعة انتقدت الاشتراكية بلا هوادة واعتبرتها «فاسدة أخلاقياً»، وهو ما عبر عنه في كتابه الذي ترجم لعدة لغات تحت عنوان: «البربرية بوجه إنساني».
وهو متزوج من الممثلة الفرنسية «أرييل دومباسل» وانجبت له ابنتين ثم طلقها وتزوج "Sylvie Bouscasse "

## حياته
اشتهر ليفي أكثر ما اشتهر كصحفي، وكناشط سياسي. وقد ذاع صيته في البداية كمراسل حربي من بنغلادش خلال حرب انفصال بنغلادش عن باكستان عام 1971م وكانت هذه التجربة مصدرة لكتابه الأول ("Bangla-Desh, Nationalism in the Revolution")
في عام 1981م نشر ليفي كتاب عن الإيديولوجيا والفرنسية واعتبر هذا الكتاب من الكتب الأشد تأثيرا في الفرنسيين لأنه قدّم صورة قاتمة عن التاريخ الفرنسي. وانتُقِد بشدة من قبل الأكاديميين الفرنسيين من ضمنهم الأكاديمي البارز «ريمون آرون» للنهج غير المتوازن في صياغة التاريخ الفرنسي.
وكان ليفي من أوائل المفكريين الفرنسيين الذين دعوا إلى التدخل في حرب البوسنة عام 1990م.
وقد توفي والد ليفي عام 1995 تاركا وراءة شركة Becob والتي بيعت عام 1997م لرجل الأعمال الفرنسي فرانسوا بينو بمبلغ 750 مليون فرانك
ولمع نجمه في التسعينات كداعية لتدخل حلف الناتو في يوغوسلافيا السابقة. وفي نهاية التسعينات أسّس مع يهوديين آخرين معهد «للإيناس» الفلسفي في القدس.

### عام 2008
في 9/2008، نشر برنار هنري ليفي كتابه «يسار في أزمنة مظلمة: موقف ضد البربرية الجديدة» الذي يزعم فيه أن اليسار بعد سقوط الشيوعية قد فقد قيَمه واستبدلها بكراهية مرضية تجاه الولايات المتحدة وإسرائيل واليهود، وأن النزعة الإسلامية لم تنتج من سلوكيات الغرب مع المسلمين، بل من مشكلة متأصلة، وأن النزعة الإسلامية تهدد الغرب تماماً كما هددتها الفاشية يوماً ما... وأكد أن التدخل في العالم الثالث بدواعي إنسانية ليس «مؤامرة إمبريالية» بل أمر مشروع تماماً.
وفي آب/أغسطس 2008، كان ليفي في أوستيا الجنوبية، وقابل رئيس جورجيا ميخائيل سكاشفيلي، خلال الحرب التي جرت مع روسيا وقتها.

### في 2009م
وفي 24/6/2009، نشر برنار هنري ليفي فيديو على الإنترنت لدعم الاحتجاجات ضد الانتخابات «المشكوك بأمرها» في إيران.
وخلال العقد المنصرم كله كان ليفي من أكبر الداعين للتدخل الدولي في دارفور غرب السودان.

### في 2010م
وفي كانون الثاني/يناير 2010، دافع ليفي عن البابا بنيدكت السادس عشر في وجه الانتقادات السياسية الموجهة إليه من اليهود، معتبراً إياه صديقاً لليهود.
وخلال افتتاح مؤتمر «الديموقراطية وتحدياتها» في تل أبيب/تل الربيع في أيار/مايو 2010، قدر برنار هنري ليفي وأطرى على الجيش الإسرائيلي معتبراً إياه أكثر جيش ديموقراطي في العالم. وقال: «لم أرَ في حياتي جيشاً ديموقراطياً كهذا يطرح على نفسه هذا الكم من الأسئلة الأخلاقية. فثمة شيء حيوي بشكل غير اعتيادي في الديموقراطية الإسرائيلية».

### في 2011م
مرشح لرئاسة إسرائيل وقد وجد في السودان قبل التقسيم وفي البوسنة وهرسك وفي مصر ثم انتقل إلى ليبيا ومنها إلى سوريا،
وظهر مؤخرا في أوكرانيا.

## أعماله
ترجمت أعماله إلى العديد من اللغات. من بين أعماله باللغة الإنجليزية أو الفرنسية:
- Bangla-Desh, Nationalisme dans la révolution, 1973.
- La barbarie à visage humain, 1977.
- “Response to the Master Censors”. Telos 33 (Fall 1977). New York: Telos Press.
- Le testament de Dieu, 1978.
- Idéologie française, 1981.
- Le diable en tête, 1984.
- Eloge des intellectuels, 1987.
- Les derniers jours de Charles Baudelaire, 1988.
- Les aventures de la liberté, 1991.
- Le jugement dernier, 1992
- Piero della Francesca, 1992
- Les hommes et les femmes, 1994.
- Bosna!,1994.
- La pureté dangereuse, 1994.
- Adventures on the Freedom Road, Harvill Press, 1995, hardcover, ISBN 1-86046-035-6
- What Good Are Intellectuals: 44 Writers Share Their Thoughts, Algora Publishing, 2000, paperback, 276 pages, ISBN 1-892941-10-4
- Comédie, 1997.
- Le siècle de Sartre, 2000.
- Réflexions sur la Guerre, le Mal et la fin de l’Histoire, 2002.
- Sartre: The Philosopher of the Twentieth Century, translated by Andrew Brown, Polity Press, July 2003, hardcover, 456 pages, ISBN 0-7456-3009-X
- Qui a tué Daniel Pearl?, 2003, in English as Who Killed Daniel Pearl?, (Melville House Publishing), September 2003, hardcover, 454 pages, ISBN 0-9718659-4-9
- War, Evil and End of History, Gerald Duckworth & Co. Ltd [UK], (Melville House Publishing) [US], October 2004, hardcover, 400 pages, ISBN 0-7156-3336-8; paperback, ISBN 978-0-9718659-5-2
- Récidives, 2004.
- American Vertigo : Traveling America in the Footsteps of Tocqueville, Random House, January 2006, hardcover, 320 pages, ISBN 1-4000-6434-1
- Left in Dark Times: A Stand Against the New Barbarism, translated by Benjamin Moser, Random House Publishing Group, 2009, 256 pages, ISBN 0-8129-7472-7; paperback, ISBN 978-0-8129-7472-0
- Bernard-Henri Lévy, Michel Houellebecq, Public Enemies: Dueling Writers Take on Each Other and the World, Random House, 2011, paperback, 320 pages, ISBN 0-8129-8078-6

## روابط خارجية
- برنار هنري ليفي على موقع IMDb (الإنجليزية)
- برنار هنري ليفي على موقع الموسوعة البريطانية (الإنجليزية)
- برنار هنري ليفي على موقع مونزينجر (الألمانية)
- برنار هنري ليفي على موقع ألو سيني (الفرنسية)
- برنار هنري ليفي على موقع إن إن دي بي (الإنجليزية)
- برنار هنري ليفي على موقع ديسكوغز (الإنجليزية)
- برنار هنري ليفي على موقع قاعدة بيانات الفيلم (الإنجليزية)
- برنار هنري ليفي على موقع كينوبويسك (الروسية)